# FloyyMenor
Alan Felipe Galleguillos (Vicuña,Coquimbo; 11 de agosto de 2005), conocido artísticamente como FloyyMenor, es un cantante y compositor chileno. Después de lanzar sencillos desde 2022,  ganó fama internacional con su hit sencillo «Gata Only» con Cris MJ, lanzado a través de UnitedMasters. En octubre de 2024 se coronó como el primer chileno en ganar un premio en los Billboard Latin Music Awards.

## Vida y carrera
Comenzó a subir sus canciones a YouTube en 2022, usando autos y personajes inspirados en Los Padrinos Mágicos como portada de sus sencillos. Uno de sus amigos le mostró una de las canciones de Galleguillos, "Pa la Europa", al productor Lewis Somes, que trabaja para el cantante chileno Pailita.
Después de lanzar más sencillos, lanzó "Gata Only" en diciembre de 2023. La canción finalmente atrajo la atención del cantante chileno Cris MJ, quien quiso ser parte de ella. Después de que se lanzó esta versión de en febrero de 2024, ganó prominencia internacional, apareciendo en múltiples listas de canciones y, finalmente, alcanzando el top cinco en el Billboard Global 200 y encabezando la lista Hot Latin Songs de EE. UU.

## Discografía

### EPs
| El comienzo                                                                                 | - Fecha de lanzamiento: 9 de agosto de 2024 - Etiqueta: UnitedMasters - Formato: Descarga digital, streaming | 19 | 72 | 93 | 9 | 2 | 14 |
| Gata only (with Cris MJ)                                                                    | - Fecha de lanzamiento: 13 de septiembre de 2024 - Etiqueta: Sonar - Formato: Descarga digital, streaming    | —  | —  | —  | — | — | —  |
| "—" denota una grabación que no figura en las listas o que no se publicó en ese territorio. | |    |    |    |   |   |    |

### Otras canciones en las listas
| Título                                                                                      | Año  | Posiciones máximas en el gráfico | Posiciones máximas en el gráfico | Posiciones máximas en el gráfico | Posiciones máximas en el gráfico | Posiciones máximas en el gráfico | Posiciones máximas en el gráfico | Álbum       |
| Título                                                                                      | Año  | CHI                              | PER                              | SPA                              | US                               | US latín                         | Mundial                          | Álbum       |
| ------------------------------------------------------------------------------------------- | ---- | -------------------------------- | -------------------------------- | -------------------------------- | -------------------------------- | -------------------------------- | -------------------------------- | ----------- |
| "Tú ta rica" (with Lewis Somes)                                                             | 2024 | 6                                | —                                | —                                | —                                | —                                | —                                | El Comienzo |
| " Después del 1 " (with Cris MJ and Louki)                                                  | 2024 | 1                                | 19                               | 14                               | 14                               | 13                               | 53                               | M.J.        |
| "Déjame pensar" (with Cris MJ)                                                              | 2024 | 2                                | —                                | —                                | —                                | —                                | —                                | M.J.        |
| "—" denota una grabación que no figura en las listas o que no se publicó en ese territorio. |      |                                  |                                  |                                  |                                  |                                  |                                  |             |

## Premios y nominaciones
| Ceremonia de entrega de premios | Año  | Obra(s) nominada(s)     | Categoría                         | Resultado | Ref.   |
| ------------------------------- | ---- | ----------------------- | --------------------------------- | --------- | ------ |
| Premios MTV MIAW                | 2024 | Gata Only (con Cris MJ) | Himno viral                       | Nominado  | [ 16 ] |
| Premios MTV MIAW                | 2024 | Gata Only (con Cris MJ) | Bellaqueo supremo                 | Nominado  | [ 16 ] |
| Billboard Latin Music Awards    | 2024 | Gata Only (con Cris MJ) | Global 200 canción latina del año | Ganador   | [ 2 ]  |
| Tiktok Awards                   | 2025 | Gata Only (con Cris MJ) | Canción del año                   | Nominado  |        |